# Thompson Rivers University

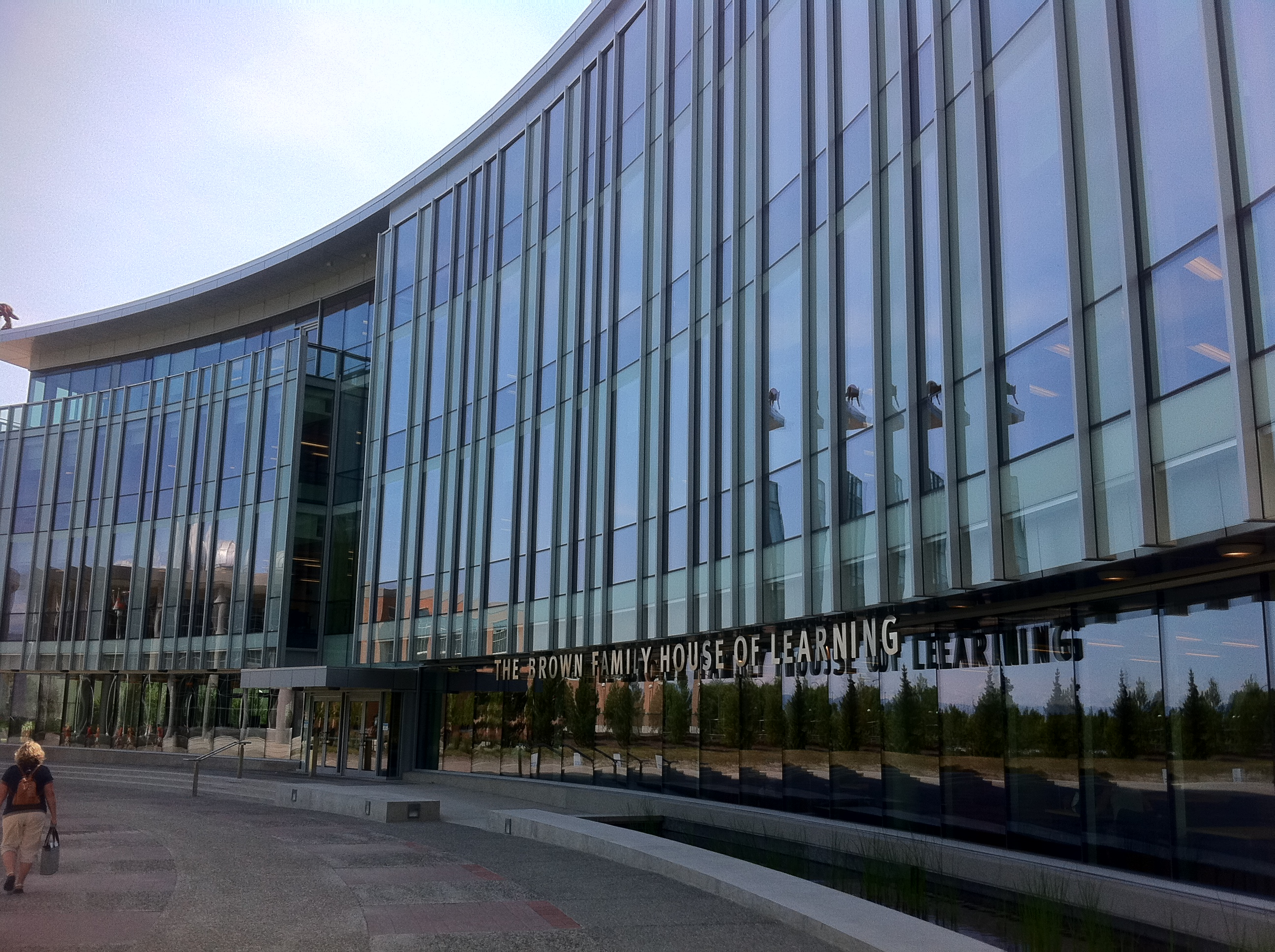
House of Learning (Thompson Rivers University)

Die Thompson Rivers University (Abkürzung TRU) ist eine staatliche Universität in Kamloops, British Columbia, Kanada mit den weiteren Standorten in Burnaby und Williams Lake.
Vorläufer der Hochschule ist das 1970 gegründete Cariboo College. 2005 erfolgte die Anerkennung als Universität. Die Studenten werden in 140 Bachelor- und Masterstudienprogrammen ausgebildet, davon ein beträchtlicher Anteil in den 60 Fernstudiengängen.

## Zahlen zu den Studierenden
Im Studienjahr 2023/2024 waren 35.665 Studierende an der Thompson-Rivers-Universität eingeschrieben. Davon zählten 26.545 als heimische Studenten und 9.120 als internationale Studenten. 2018 waren es etwa 25.000 Studierende gewesen, davon ca. 15.000 im Fernstudium. 2020/2021 waren 34.085 eingeschrieben, 2021/2022 waren es 32.425 und 2022/2023 insgesamt 32.630.